# 中國—波斯尼亞和黑塞哥維那關係
中國—波斯尼亞和黑塞哥維那關係是指中國和波斯尼亞和黑塞哥維那之間的外交關係，兩國於1995年4月3日建交。中國在薩拉熱窩設有大使館，波斯尼亞則在北京有一大使館，並兼駐蒙古國。

## 政治
1992年5月22日，中國贊成聯合國大會通過決議接納波赫以獨立國家身份加入聯合國。1995年4月3日，中國政府代表、中國駐克羅埃西亞特命全權大使謝錫勤同波赫政府代表、波赫駐克羅埃西亞特命全權大使卡西姆·特爾恩卡在克羅埃西亞首都札格瑞布簽署《中华人民共和国和波斯尼亚和黑塞哥维那共和国建交联合公报》，宣布兩國建交。

## 經貿關係
据中华人民共和国海关总署统计，2022年中國同波黑雙邊貿易額3.1億美元、同比增長12.2%，其中中國出口額1.9億美元、同比增長35.3%，進口額1.2億美元、同比增長10.9%。2018年11月，波黑主办第三届中国—中东欧国家创新合作大会，2019年4月，中国担任莫斯塔尔博览会主宾国。

## 旅行與簽證

持中華人民共和國護照的中華人民共和國公民可以免簽證的方式入境波士尼亞與赫塞哥維納。

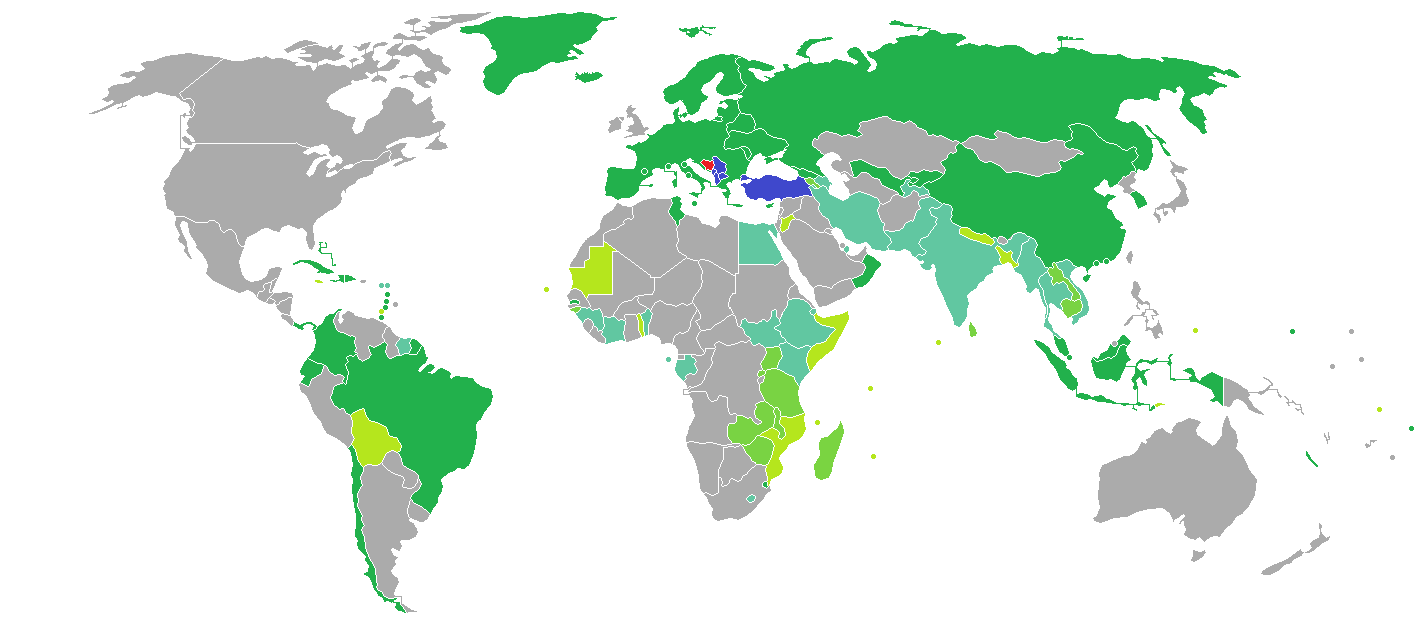
持波士尼亞與赫塞哥維納護照的波赫公民可以免簽證的方式入境中華人民共和國。

波士尼亞與赫塞哥維納于2017年11月28日与中華人民共和国签署互免签证协议，2018年5月29日生效。持有中華人民共和國護照的中華人民共和國公民可以免簽證入境波士尼亞與赫塞哥維納，每180天中可停留最多90天。而持波士尼亞與赫塞哥維納護照的波赫公民也可以免簽證的方式入境中華人民共和國停留最多90天。如訪問香港，可以免簽證入境14天，如訪問澳門，也可以免簽證入境90天。

## 外部連結
- 中華人民共和國駐波斯尼亞和黑塞哥維那大使館官方網站（简体中文）（英文）
  - 中華人民共和國駐波斯尼亞和黑塞哥維那大使館經濟商務處官方網站（简体中文）
- 波黑駐華大使館官方網站（简体中文）（波斯尼亞文）（英文）